# Эрли (провинция Савона)
Эрли (итал. Erli) — коммуна в Италии, располагается в регионе Лигурия, в провинции Савона.
Население составляет 265 человек (2008 г.), плотность населения составляет 16 чел./км². Занимает площадь 17 км². Почтовый индекс — 17030. Телефонный код — 0182.
Покровительницей коммуны почитается святая Екатерина Александрийская. Праздник ежегодно празднуется 25 ноября.

## Демография
Динамика населения:

## Администрация коммуны
- Официальный сайт: